# トラフィックエクスチェンジ
トラフィックエクスチェンジ（英: Traffic exchange）とは、サイトを紹介しあうことにより互いにアクセス向上を目指すシステムである。

## 概要
トラフィックエクスチェンジでは、ポイントを消費することで自分で登録したサイトを他登録者に閲覧させ、アクセスアップすることができる。ランダムに他登録者のサイトを閲覧すると、サイトが切り替わるごとに一定のポイントが入る。
これを運営するサイトは各国に多数存在する。登録した時点である程度のポイントが付与されることが多く、最初からサイトを登録して閲覧対象にすることができる（審査が必要な場合もある。ポップアップが出るサイトや音が出るサイトは禁止されていることが多い）。
サイト閲覧により貯まったポイントを換金することができるところもある。日本国内のサービスでは、住信SBIネット銀行や楽天銀行を利用すると手数料無料で換金できるところが多い。

## サーフの方法

### 自動サーフ
大部分のトラフィックエクスチェンジサイトが行っている。サーフする側は一定時間が経過すると自動的にサイトが切り替わるため、他のタブやウィンドウで作業しながらポイントを貯めることができるため、換金目的での利用が多い。ただし、自動サーフによって閲覧されたサイトは、アクセス数は増えるものの内容まで閲覧してもらえることは少なく宣伝効果は期待できない。

### 手動サーフ
自分でボタンをクリックすることによってサイトを切り替える。サーフする側は、他の作業の途中であってもいちいち切り替えてクリックしなければならないため、一瞬でも確実に自分のサイトを見てもらえるため、宣伝効果に期待できるが、自動サーフ同様に換金目的での利用が多い為、クリック数の割に宣伝効果は少ない。
登録時に自動・手動を選択できるサイトもあり、手動サーフをする場合のポイントを高くしているサイトもある。

## サーフの種類

### トラフィックエクスチェンジ（通常）
サイト、ブログ、ホームページのURLをトラフィックエクスチェンジサイトに投稿し、CPC（消費ポイント＆サーフ時獲得ポイント）を設定しアクセスされる仕組み。
日本では、サイト、ホームページ、ブログのリンクぐらいだが、海外ではSNSサイトのエクスチェンジシステムも存在する。
日本でSNSエクスチェンジを対応しているサイトは1サイト存在する。

### Facebook[イイネ]エクスチェンジ
フェイスブックページ,フェイスブックの投稿の「イイネ」を交換することができる。やり方は上記と同じである。
フェイスブックは多くの企業が存在し、企業ページの「イイネ」が増えると非常に高いSEO対策効果がある。
普通ならば「イイネ」はフェイスブック広告に登録したり、サイトのSEO対策として「イイネ」の埋め込みをするが、それでも
「イイネ」のスピードが遅くなかなか増えないページもある。
トラフィックエクスチェンジ　SNSを利用することで「イイネ」の増加を図ることができる。

### Youtube[再生回数]エクスチェンジ
Youtubeで登録されている動画の再生回数をあげることができるエクスチェンジ。
中にはYoutubeの再生回数を伸ばすツール、Youtubeの「再生回数」「お気に入り」「イイネ」を買うことができるサイトも存在するが、これを海外のツールであげているので海外から一揆に動画が再生され、不正扱いになることもある。
一番確実なのがトラフィックエクスチェンジを利用し日本でのアクセスを増やすのが一番安全な方法である。

### Google+[+1]エクスチェンジ
Google+エクスチェンジはGoogleアカウントの+を増やす方法である。
「+」を増やすことにより、より多くのユーザーがそのページを見ることができる。
Google+はGoogle本社がだしているサービスなので、Google | SEO対策の効果が高い。

## アップグレード
多くのサイトで、会員のランク付けを行っている。一定額を支払うことでランクを上げることが可能であり、サーフの単価上昇や登録可能サイトの増加をはかることが可能である。ただし、数千円を支払うのに対してサーフで得られる額は1日数円レベルであり、ダウンライト等を駆使しない限り元を取るには相当な時間が必要である。

### アップグレード方法

#### アップグレード料金のお支払い
サイトに有料会員登録し、月額で料金を支払い、プレミアム会員になる方法。

#### サイト紹介
サイトを紹介し一定数のユーザーが登録した場合に自動的にプレミアム会員になる方法。

## 広告収入の問題
アフィリエイトサイトを運営する場合、トラフィックエクスチェンジを利用することでアクセス数が増えるとともに収益の増加を期待できる。
しかし、正当な方法ではないこともあり、Google AdSenseなどトラフィックエクスチェンジの利用を禁止しているところもある。